# Vaasan Palloseura

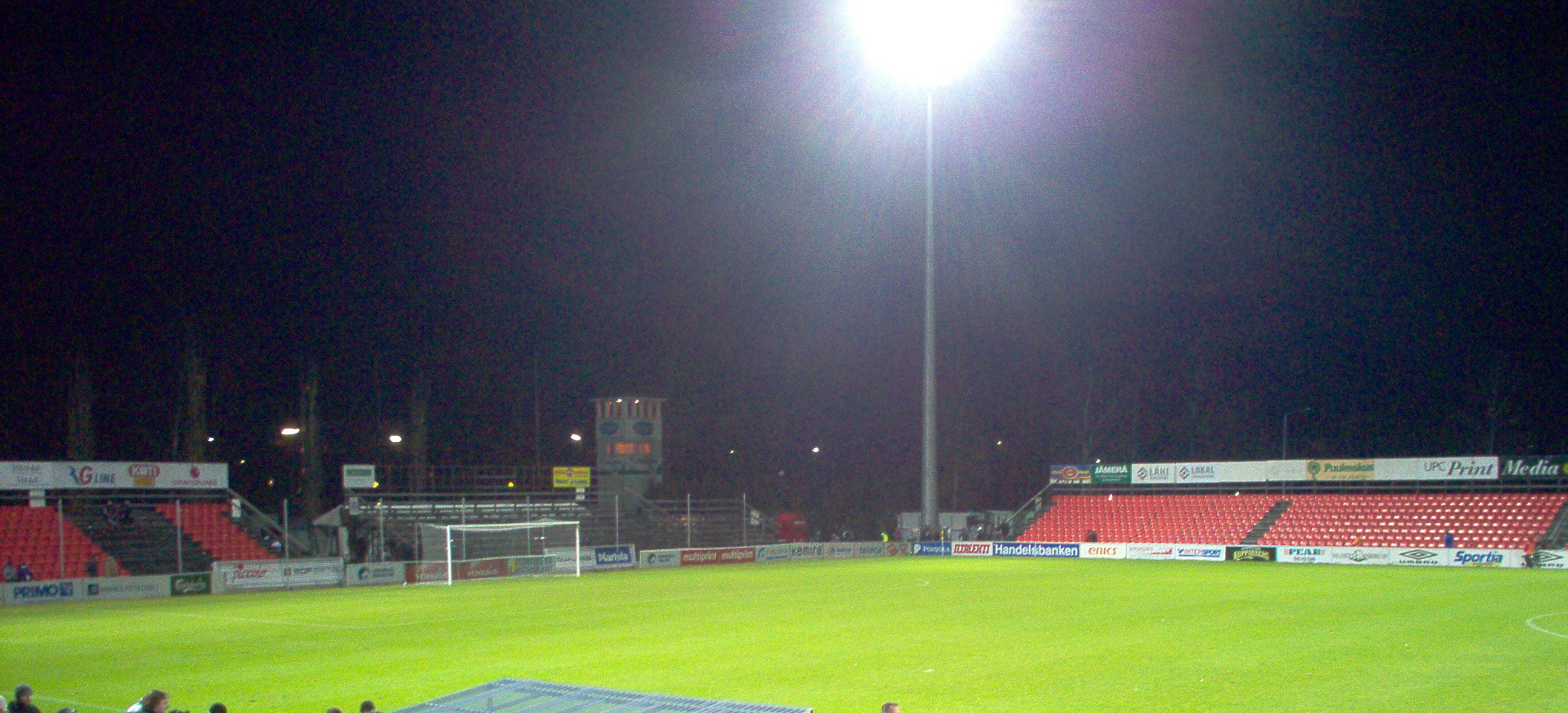
Hietalahden Jalkapallostadion.

El Vaasan Palloseura más conocido como VPS Vaasa es un club de fútbol finlandés de la ciudad de Vaasa en Finlandia Occidental. Fue fundado en 1924 y juega en la Primera División de Finlandia.

## Historia
El club es entrenado por Olli Huttunen, y juega sus partidos de local en Hietalahti. El VPS jugó en la Copa UEFA en la temporada 1999/2000, pero fueron eliminados en la ronda de clasificación por el St Johnstone de Escocia.

## Uniforme
- Uniforme titular: Camiseta Albinegra, pantalón Negro, medias Negras.
- Uniforme alternativo: Camiseta Celeste, pantalón Celeste, medias Celestes.

## Jugadores

### Altas y bajas 2023-24 (verano)
Altas 
| Jugador | Nacionalidad | Posición | Procedencia  | Tipo | Precio |
| ------- | ------------ | -------- | ------------ | ---- | ------ |
|         | Bandera de ? |          | Bandera de ? |      |        |

Bajas 
| Jugador | Nacionalidad | Posición | Destino      | Tipo | Precio |
| ------- | ------------ | -------- | ------------ | ---- | ------ |
|         | Bandera de ? |          | Bandera de ? |      |        |

## Palmarés
- Veikkausliiga (13):1945, 1948, 1952, 1955, 1967, 1968, 1971, 1972, 1973, 1974, 1975, 1994, 1999
- Ykkonen (1):2021
- Copa de la Liga de Finlandia (5):1999, 2000, 2001, 2002, 2004

## Participación en competiciones de la UEFA
| Temporada | Torneo                 | Ronda            | Club               | Ida | Vuelta | Global |
| --------- | ---------------------- | ---------------- | ------------------ | --- | ------ | ------ |
| 1998–99   | UEFA Cup               | Clasificatoria 1 | HB                 | 0–2 | 4–0    | 4–2    |
| 1998–99   | UEFA Cup               | Clasificatoria 2 | Grazer AK          | 0–0 | 0–3    | 0–3    |
| 1999–00   | UEFA Cup               | Clasificatoria   | St Johnstone F.C.  | 1–1 | 0–2    | 1–3    |
| 2014–15   | UEFA Europa League     | Clasificatoria 1 | IF Brommapojkarna  | 2–1 | 0–2    | 2–3    |
| 2015–16   | UEFA Europa League     | Clasificatoria 1 | AIK Fotboll        | 2–2 | 0–4    | 2–6    |
| 2017–18   | UEFA Europa League     | Clasificatoria 1 | Olimpija Ljubljana | 1-0 | 1-0    | 2–0    |
| 2017–18   | UEFA Europa League     | Clasificatoria 2 | Brøndby IF         | 0–2 | 2-1    | 2–3    |
| 2024-25   | UEFA Conference League | Clasificatoria 1 | FK Žalgiris        | 1–2 | 0–1    | 1–3    |